# Aspergillus cleistominutus
Aspergillus cleistominutus är en svampart som beskrevs av B.S. Mehrotra & R. Prasad. Aspergillus cleistominutus ingår i släktet Aspergillus och familjen Trichocomaceae.   Inga underarter finns listade i Catalogue of Life.